# Predsednik vlade Španije
Predsednik vlade Španije (špansko: Presidente del Gobierno de España) je vodja vlade Kraljevine Španije. Funkcija je bila v sedanji obliki ustanovljena z ustavo iz leta 1978, prvič pa je bila urejena leta 1823 kot predsedstvo sveta ministrov, čeprav ni mogoče jasno določiti, od kdaj dejansko izvira.
Na prosto mesto španski monarh nominira kandidata za predsednika vlade, ki mora prejeti zaupnico španskega kongresa poslancev, spodnjega doma Cortes Generales (parlament). Postopek je parlamentarna investitura, s katero vodjo vlade posredno izvoli izvoljeni kongres poslancev. V praksi je premier skoraj vedno vodja največje stranke v kongresu. Ker sedanja ustavna praksa v Španiji od kralja zahteva, da deluje po nasvetu ministrov, je predsednik vlade dejanski izvršni vodja države.
Pedro Sánchez iz Španske socialistične delavske stranke (PSOE) je predsednik vlade od 2. junija 2018; na to mesto je bil izvoljen po nezaupnici nekdanjemu premieru Marianu Rajoyu. Sánchezeva vlada je tehnično končala mandat 29. aprila 2019 po splošnih volitvah. Nov mandat je dobil tudi po volitvah.

## Seznam
Glej članek: Seznam predsednikov vlade Španije